# Giovanni Battista Mellini
Giovanni Battista Mellini (Roma, 9 de junho de 1405 – 24 de julho de 1478) foi um cardeal italiano da Igreja Católica, que foi bispo de Urbino.

## Biografia
A família vivia no bairro de Parione, perto da casa com uma torre que dá nome à atual Via di Tor Millina e possuía casas no que hoje é a Via di Santa Maria dell'Anima, então Via Millina. A família Mellini pertencia ao grupo social emergente dos bovattieri, comerciantes de alimentos e gado, que no século XIV formaram a base do surgimento de famílias romanas de origem popular. Outros cardeais da família foram Giovanni Garzia Millini (1606), Savo Millini (1681) e Mario Millini (1747).
Aos sete anos de idade, foi criado cônego da Basílica de São João de Latrão pelo antipapa João XXIII. Foi então iniciado, com o apoio financeiro do Papa Martinho V, a estudar direito canônico na Universidade de Perúgia, que acolheu muitas famílias romanas.
Nomeado Abbreviatore de parco maggiore no pontificado do Papa Eugênio IV, renunciou ao cargo de cônego no pontificado do Papa Nicolau V, que o nomeou ecônomo da Basílica de São Pedro e lhe ofereceu as sés de Anagni e Sutri, que ele recusou. Tido em alta estima pelo papa, provavelmente teria sido criado cardeal se não fosse a conspiração de Stefano Porcari contra o papa em 1453, fato que retirou a possibilidade de um cardeal de uma família romana. Durante o pontificado do Papa Calisto III, participou, na comitiva do cardeal Alain de Coëtivy, da legação na França para promover a cruzada. Parece que naquela ocasião ele ganhou a confiança do rei Carlos VII, que o nomeou seu procurador em Roma.
Depois da eleição do Papa Pio II, coordenou a transferência da Chancelaria Apostólica para Roma em 1459, por ocasião do Concílio de Mântua, e então exerceu o cargo de corretor das cartas apostólicas. Ele continuou a cuidar do trabalho de restauração e conservação na Basílica de São Pedro durante o pontificado do Papa Paulo II. Em 1466, com a morte do bispo de Treviso, Teodoro Lelli, entrou no delicado ofício do Tribunal da Assinatura Apostólica, tornando-se um dos colaboradores próximos de Paulo II, que o nomeou referendário e depois datário.
Em 27 de abril de 1468, foi eleito bispo de Urbino. Contudo, continuou a residir em Roma e deixou as funções do cargo para os procuradores e vigários.
Foi criado cardeal pelo Papa Sisto IV no Consistório em 18 de dezembro de 1476, recebendo o o chapéu vermelho e o título de cardeal-presbítero de Santos Nereu e Aquileu em 30 de dezembro.
Em 1 de janeiro de 1477, foi nomeado legado em Milão e Lombardia com plenos poderes para manter a paz após a morte do duque Galeazzo Maria Sforza, que havia morrido em 26 de dezembro de 1476; partiu para sua legação em 27 de janeiro de 1477 e retornou em 9 de maio do mesmo ano.
No verão de 1478, quando a peste eclodiu em Roma, retirou-se para a villa da família em Monte Mario, mas as precauções não o salvaram do contágio e, após uma breve doença, morreu em 21 de julho de 1478.